# Tassó Kavadía
Tassó Kavadía, grec moderne : Τασσώ Καββαδία (née le 10 janvier 1921 à Patras – morte le 18 décembre 2010 à Athènes), est une actrice grecque de cinéma et de télévision.

## Filmographie partielle
- 1954 : Le Réveil du dimanche (κυριακάτικο ξύπνημα) de Michael Cacoyannis
- 1955 : Stella, femme libre, de Michael Cacoyannis
- 1960 : Notre dernier printemps, de Michael Cacoyannis
- 1962 : Phaedra, de Jules Dassin
- 1965 : Et la femme craindra son mari (η δε γυνή να φοβήται τον ανδρα) de Yórgos Tzavéllas
- 1965 : Histoire d'une vie  (Ιστορία μιας ζωής) de Yánnis Dalianídis
- 1966 : Stefania, de Yánnis Dalianídis